# Famille Rastoin
La famille Rastoin est une « grande famille de Marseille », qui a profité de la montée en puissance de l’industrie de l’huilerie à la fin du XIXe siècle. La première huilerie Rastoin fut fondée en 1882. L’Huilerie Nouvelle formera Unipol dans les années 1960,.

## Quelques membres de la famille
- présidents à la chambre de commerce de Marseille : Émile Rastoin en 1923 et Édouard Rastoin en 1951
- adjoints au maire de Marseille : Émile Rastoin (1905-1908), Jacques Rastoin (1953-1977) et Pierre Rastoin (1977-1989) ;
- sénateur : Jacques Rastoin (1966-1971)
- maire de Cassis : Gilbert Rastoin (1971-1995)
- Conseiller général des Bouches du Rhône : Gilbert Rastoin
- conseiller régional PACA : Gilbert Rastoin
- Conseiller Régional Rhône-Alpes, Vice-Président du Conseil Général de l'Isère, Adjoint au Maire de Grenoble, Jean-Paul Giraud
- prêtre catholique, jésuite et exégète : Marc Rastoin
- moniale au carmel de Montmartre depuis 1995, auteur de plusieurs ouvrages sur Edith Stein : Cécile Rastoin[4].
- Natalie Rastoin, présidente d'Ogilvy Paris
- Michael Rastoin, président d’ESR Badmington, dessinateur indépendant , président de l’association des blagues à 2 balles. Candidat aux prochaines Élections au conseil d’administration du CECOS.

Œuvres de José Silbert
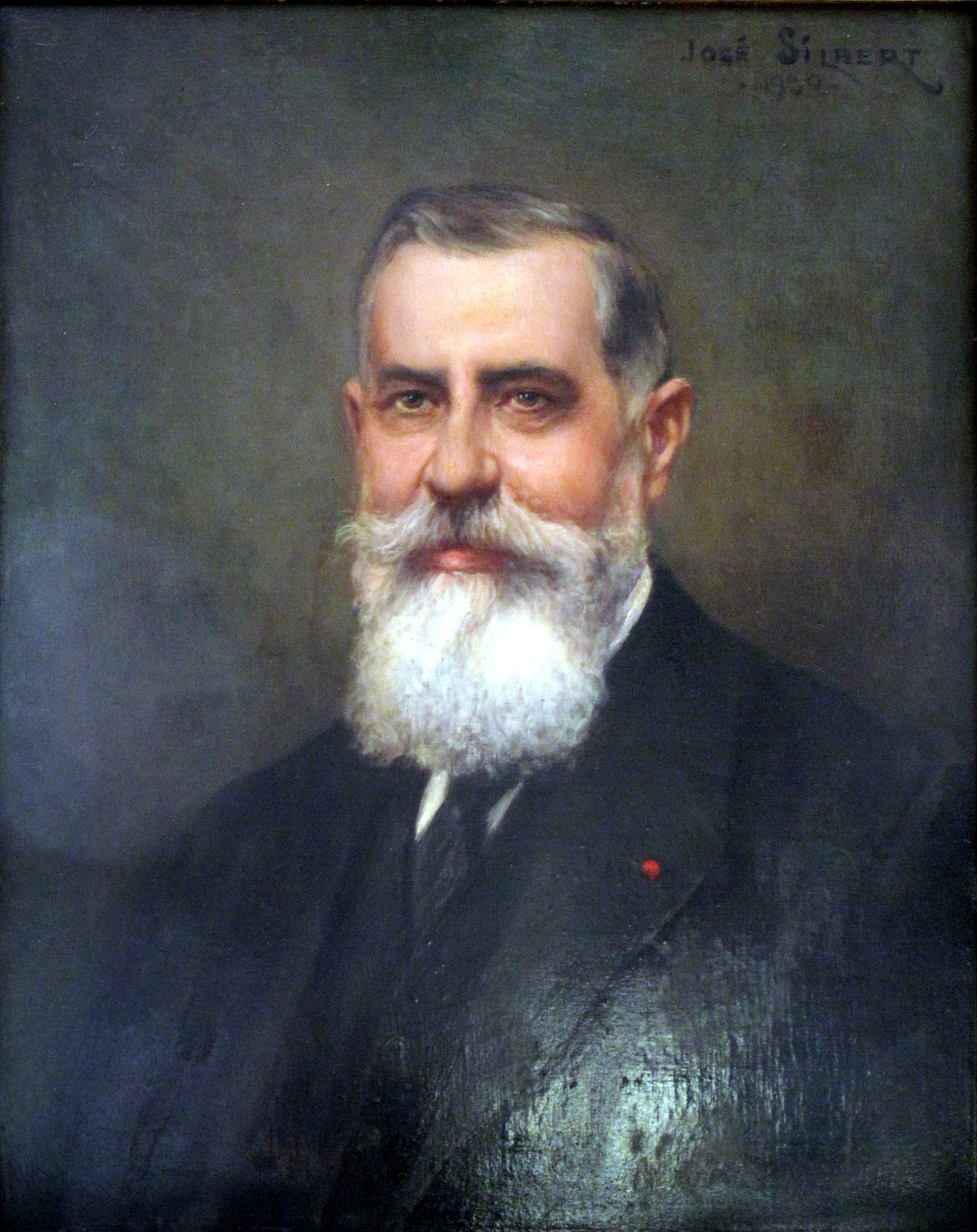
Président Émile Rastoin

- Président 
 Émile Rastoin